# Madonna wannabe

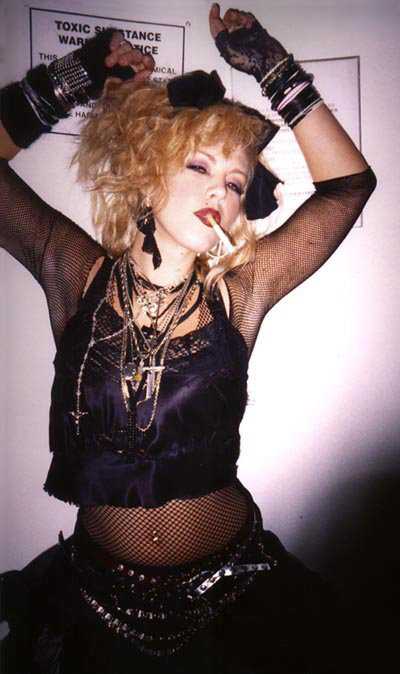
A mediados de la década de 1980, era común ver en varias partes del mundo a jóvenes vestidas como Madonna. En la imagen, una imitadora emulando su estilo que caracterizó la tendencia.

Madonna wannabe, o también Madonnabe, es una persona (usualmente una mujer), que viste como la artista estadounidense Madonna. El término fue popularizado gracias al escritor John Skow de la revista Time en su edición de mayo de 1985, donde la cantante fue protagonista de portada.
La continuidad del término incluye atribuciones por los medios a cantantes que tienen un estilo de música o sentido de la moda parecido al de Madonna y que han sido mayormente influenciadas por la intérprete, entre ellas a Lady Gaga, Rihanna, Britney Spears, Christina Aguilera, Kylie Minogue o Katy Perry. Según el académico Stephen Brown, gracias a Madonna la palabra wannabe entró en el léxico del inglés estadounidense.

## Historia y características
El término fue usado por primera vez por John Skow de la revista Time en la edición de 1985 del que Madonna fue su protagonista de portada. El autor de referencia comentó sobre las jóvenes que se vestían igual o parecido a Madonna:

El lado positivo de este fenómeno es que estas Wanna Be podrían estar en algún lugar robando tapacubos. En su lugar, todas ellas, cientos de miles de hermosas jóvenes cuyas edades reales van desde un mínimo de alrededor de ocho y un máximo de quizás veinticinco, están ahorrando hasta su dinero de trabajos de niñera para comprar pendientes en forma de cruz y pulseras fluorescentes de goma como Madonna, medias de encaje blanco que se cortan en los tobillos y las faldas negras entubadas que, fuera de la vista de sus padres... para dejar al descubierto sus medias y las pretinas de las pantimedias.

El fenómeno de vestirse igual a Madonna en todo el mundo estaba en su apogeo a partir de 1984 hasta 1986. Durante ese tiempo, era común ver a las mujeres jóvenes de todo el mundo vestidas con el estilo de la cantante que consistía principalmente: top de encaje, el cabello blanqueado, rosarios, crucifijos, pulseras y corpiños.

## Recepción
En una entrevista concedida al Washington Post por aquel entonces, Madonna revelaba su propia sorpresa ante el fenómeno; su estupor ante el hecho de que una forma de vestir que ella había elegido se convirtiera de pronto, y de una manera bastante espontánea, en una moda. El fenómeno fue descrito de la siguiente manera en Frontiers: A Journal of Women Studies: «Comportarse como ella fue una declaración política para la mayoría de nosotras [...] Esta búsqueda nos provocó a la mayoría un deseo consumista, lo que también nos hizo ir a excursiones periódicas al centro comercial para actualizar nuestros armarios». En 1985, la tienda departamental Macy's abrió «Madonnaland», una boutique que seguía el estilo de la artista.
En comentarios retrospectivos, Óscar García Blesa de la publicación Efe Eme mencionó que con Madonna en los años 1980, la moda cambió para siempre, con millones de jóvenes que aparecían en diferentes lugares del planeta vestidos como ella. En el especial Los 80's de la National Geographic, se mencionó que una joven Madonna inspiraba a las niñas de todo el mundo a visitar el centro comercial más cercano para vestirse como ella. La académica Ana Marta González en Ficción e identidad. Ensayos de cultura postmoderna (2009) señaló que «la espontaneidad del fenómeno —que ya entonces hizo pronunciarse a algunos sociólogos— mostraba a las claras que había pulsado alguna tecla de la sensibilidad social, que el sistema se encargó de aprovechar oportunamente».
Según datan varias fuentes, la tendencia de las «Madonna wannabes» desapareció masivamente en 1986, cuando la artista alteró su estilo radicalmente tras el lanzamiento de su tercer álbum, True Blue. A pesar de eso, el estilo que caracterizó la época se ha podido ver posteriormente a través de sus imitadores y fanáticos en reuniones y convenciones entre otras referencias culturales.

## Continuidad del término
La continuidad del término se ha extendido a atribuciones por parte de periodistas y autores a cantantes con un estilo musical o de la moda parecido al de Madonna. Cuando fue inducida en el Salón de la Fama del Rock en 2008, Justin Timberlake dijo: «El mundo siempre ha estado lleno de "Madonna wannabes" y yo fui pareja de una de ellas», en referencia a su novia Britney Spears. El presidente William Anthony Donohue de la Liga Católica por Derechos Religiosos y Civiles en los Estados Unidos, llamó a Lady Gaga una mediocre «Madonna wannabe». Chris Riemenschneider periodista del Star Tribune puso a Rihanna, Katy Perry, Christina Aguilera y Britney Spears, así como a Lady Gaga, en una lista de las «10 Madonna wannabes».

### Lectura adicional
- Drader, Brian (2004). Breakout. Scirocco Drama. p. 116. ISBN 0920486630.
- Merrell, Floyd (2003). The Mexicans: A Sense Of Culture. Westview Press. p. 110. ISBN 0813340446.
- Stephen, Brown (2004). Free Gift Inside!!: Forget the Customer. Develop Marketease. John Wiley & Sons. ISBN 1841126020.